# Diplacus cusickioides
Diplacus cusickioides är en gyckelblomsväxtart som beskrevs av Guy L. Nesom. Diplacus cusickioides ingår i släktet Diplacus och familjen gyckelblomsväxter. Inga underarter finns listade i Catalogue of Life.